# Hamid Ferhi
Pour les articles homonymes, voir Ferhi.
Hamid Ferhi est un militant algérien de gauche, né en 1958 à Aïn Benian (Alger) et mort le 5 février 2019 à Alger, à l'âge de 60 ans.

## Engagement
Né en 1958 à Aïn Benian (Alger), originaire de Larbaâ Nath Irathen dans la wilaya de Tizi Ouzou, son engagement remonte à 1970 et depuis, à maintes reprises, il a été arrêté et torturé. Il a été de plusieurs luttes sociales en Algérie : militant du PAGS, du mouvement citoyen, pour la reconnaissance de tamazight, les mouvements des chômeurs…
Fin mai 2013, et lors de son congrès organisé à Alger, Hamid Ferhi est élu coordinateur national du Mouvement démocratique et social et, au congrès de mai 2018, il a été reconduit encore une fois comme coordinateur national du parti, un poste qu’il a occupé jusqu'à son décès le 5 février 2019. Victime d’un accident cardiovasculaire alors qu’il était en campagne pour les élections présidentielles 2019 avec le candidat du parti Fethi Ghares, Hamid Ferhi a passé des heures souffrant sur une chaise à l’hôpital de Beni Messous alors que son état de santé exigeait une intervention chirurgicale très rapide.